# FEOL

Vista de tall vertical d'un integrat CMOS sobre un substrat de silici i capes FEOL a la part inferior.

FEOL (acrònim anglès, front-end-of-line, fase primera de producció) és la primera part de la fabricació d'IC on els dispositius individuals (transistors, condensadors, resistències, etc.) estan modelats al semiconductor. FEOL generalment cobreix totes fases fins a (però sense incloure) la deposició de capes d'interconnexió metàl·liques (que formen part de la fase BEOL.
Per al procés CMOS, la fase FEOL conté tots els passos de fabricació necessaris per a formar elements CMOS totalment aïllats:
1. Seleccionar el tipus d'oblia a utilitzar; Planarització químic-mecànica i neteja de l'oblia.
2. Aïllament de rases superficials (STI) (o LOCOS en els primers processos, amb dimensions > 0,25 μm).
3. Formació del gravat.
4. Formació de mòduls de porta.
5. Formació de mòduls de font i drenatge.